# Saint-Broing
Saint-Broing är en kommun i departementet Haute-Saône i regionen Bourgogne-Franche-Comté i östra Frankrike. Kommunen ligger i kantonen Gray som tillhör arrondissementet Vesoul. År 2022 hade Saint-Broing 108 invånare.

## Befolkningsutveckling
Antalet invånare i kommunen Saint-Broing
| Referens: INSEE |